# جکسون میل (ویرجینیای غربی)
جکسون میل (به انگلیسی: Jackson Mill) یک منطقهٔ مسکونی در ایالات متحده آمریکا است که در شهرستان لویس، ویرجینیای غربی واقع شده‌است. جکسون میل ۳۲۱٫۸۷ متر بالاتر از سطح دریا واقع شده‌است.